# Diestecostoma magna
Diestecostoma magna är en ringmaskart som beskrevs av Moore 1945. Diestecostoma magna ingår i släktet Diestecostoma och familjen Haemadipsidae. Inga underarter finns listade i Catalogue of Life.